# 氷見運動公園
氷見運動公園 (ひみうんどうこうえん) は、富山県氷見市にある都市公園（運動公園）である。
1968年立案の第二次氷見市総合開発計画に基づいて1970年から着工、1976年7月に完成、1979年3月31日に正式に開設された。

## 概要
野球場
- 面積 - 12,660m2[4]。
- 両翼 - 98m[5]（改修前は90m[4]）
- 中堅 - 120m[4]
- 観客席 - 1,200席[4]
- ナイター設備有[2]。

野球場は老朽化が進んだため2019年度に改修工事に着手、2023年8月26日に竣工式および富山県立氷見高等学校と富山県立高岡工芸高等学校の野球部による記念試合が行われた。管理棟の更新、バックスクリーン横にLED式スコアボードを新設、両翼の拡大、フェンスや天然芝および土の更新、屋上に800席の観覧席の新設などが実施された。
陸上競技場
- 面積 - 19,990m2[4]
- 1周 - 400m[4]

テニスコート
- 面積 - 2,940m2[4]
- クレイコート4面[4]
- ナイター設備なし[2]

パークゴルフ場
- 4コース36ホール[6]（2010年にIPGA（NPO法人日本パークゴルフ協会）公認コースとなる[7]）
- 2006年度からコース増設を行い、2009年4月に計36ホールを備えオープン。
  - オニバスAコース（L=488ｍ/PAR33）[6]
  - オニバスBコース（L=463ｍ/PAR33）[6]
  - しらふじAコース（L=495ｍ/PAR33）[6]　
  - しらふじBコース（L=500ｍ/PAR33）[6]

軽スポーツ広場
- 学童野球2面[2]
- ゲートボール、ペタンク等[2]
- ナイター設備なし[2]

大芝生広場、多目的広場
- サッカー2面[2]
- ティーボール、グランドゴルフ等[2]
- ナイター設備なし[2]

その他の施設
- 相撲場[4]
- 室内相撲練習場[4]

## 周辺の施設
- 氷見市B&G海洋センター
- 氷見市民プール・トレーニングセンター